# Chirawat Pimpawatin
Chirawat Pimpawatin (Bangkok, 30 de novembro de 1952) é um ex-futebolista tailândes que competiu nos Jogos Olímpicos de Verão de 1968.